# Карантин (Зона сутінків)
Карантин (англ. Quarantine) — другий сегмент 17-го епізоду 1-го сезону телевізійного серіалу «Зона сутінків».

## Сюжет
Метью Форман, головний герой епізоду, перебуває в анабіозі протягом більш ніж трьохсот років. Через деякий час його «розморожує» жінка-лікар на ім'я Сара. Прийшовши до тями, Метью спочатку дивується, бачачи, що цивілізація в сучасному йому світі начебто відсутня. Також його дивує видима «відсутність» прогресу. Однак, незважаючи на те, що візуальні ознаки цивілізації та прогресу відсутні, люди за триста років опанували такі знання й уміння, які до цього здавалися їхнім предкам нереальними. В цьому Метью переконується, коли Сара без допомоги хірургічних інструментів видаляє з його організму карциному, наявність якої до початку операції діагностувала помічниця Сари Ірен — так само без спеціальних приладів. Операція проходить абсолютно безболісно, причому без застосування знеболювальних препаратів. Після цього Сара пояснює Метью, як їй вдається робити операції без інструментів — виявляється, вона вміє змінювати молекулярну щільність свого тіла, внаслідок чого може вільно проникати у будь-які предмети, в тому числі й тіло людини. Далі Сара продовжує знайомити Метью з досягненнями її цивілізації. Виявляється, що люди за триста років досконало опанували телепатію та можуть керувати речами й навіть ходом подій лише силою думки. Вони також можуть з абсолютною точністю бачити все, що відбувається у світі в режимі реального часу, лише за допомогою власних думок. Також людьми повністю опановано телепортацію — віднині кожен мешканець Землі може потрапляти навіть у ті частини Галактики, куди не зможе дістатися жоден космічний корабель. Також Метью дізнається, що предки тих людей, які його оточують, триста років тому загинули внаслідок ядерної війни, і тепер на Землі проживає всього лише двісті тисяч чоловік. Метью починає відчувати себе відчуженим через те, що є представником старого, довоєнного світу, має застарілі знання та уявлення про навколишній світ. Також його пригнічує те, що можливості його мозку абсолютно не відповідають тому рівню, якого досяг сучасний йому світ. Сара заспокоює Метью, запевнивши, що зможе наділити його мозок тими можливостями, якими володіє вона сама. Далі чоловік дізнається, для чого його розморозили — він як спеціаліст з космічної техніки має встановити контакт з тими супутниками, які ще збереглися за триста років, для того, щоб знешкодити метеорит, який все більше наближається до Землі. Метью вдається встановити зв'язок з декількома супутниками, тепер він може відслідковувати траєкторію пересування метеорита. Через деякий час метеорит починає змінювати траєкторію та швидкість і поступово перетворюється на американський шатл, на борту якого знаходиться тисяча чоловік. Після цього Сара вимикає комп'ютер та за допомогою телепатичних здібностей знищує цей шатл. Метью охоплює відчуття розпачу, адже тепер він відчуває себе злочинцем. Один з помічників Сари, Джошуа, заспокоює Метью, пояснивши, що в шатлі перебували ті люди, які розпочали ядерну війну ще триста років тому, а тепер намагалися завезти зброю в сучасний їм миролюбний світ, тобто де-факто вони знищили військових злочинців. Наприкінці епізоду Ірен, помічниця Сари, наділяє Метью телепатичними можливостями, й тепер він може, як і всі оточуючі його, подорожувати Галактикою.

## Заключна оповідь
«В мозку у нього раптово зазвучала пісня. Пісня чужих думок, безголосих світів, але таких, що промовляють та кличуть. Метью Форман, що проспав поза часом триста років, нарешті знайшов свій шлях — шлях, що веде до дальніх берегів незвіданого».

## Цікавий факт
Епізод не має оповіді на початку.

## Ролі виконують
- Скотт Вілсон — Метью Форман
- Тесс Гарпер — Сара
- Ларрі Райлі — Джошуа
- Жанна Морі — Ірен

## Прем'єра
Прем'єрний показ епізоду відбувся у Великій Британії та США 7 лютого 1986.